# Piaskowy Dziadek
Piaskowy Dziadek (niem. Unser Sandmännchen) – nadawany od wielu lat niemiecki serial animowany. Pierwotnie miał on dwie wersje - wschodnio- i zachodnioniemiecką (Sandmännchen). Wersja zachodnioniemiecka została jednak zdjęta z anteny. Była nadawana w latach 1959–1991. Wersja wschodnioniemiecka jest emitowana od 1959 roku do dziś. Jest to najdłuższy serial animowany na świecie.
Postać Piaskowego Dziadka występowała w tekstach Ernsta Theodora Amadeusa Hoffmanna i Hansa Christiana Andersena.

## Spis odcinków emitowanych w Polsce
- 1: Gdzie mieszka Piaskowy Dziadek
- 2: Zimowe echo
- 3: Latarniana wyspa
- 4: Jak Mopsik strzegł tajemnicy
- 5: Jak Kwaczka chciała zostać nauczycielką
- 6: Wieczorne muzykowanie
- 7: Piaskowy Dziadek wkracza do akcji
- 8: Pani Sroka i Bałwan
- 9: Lekcja gry na trąbce
- 10: Nowa atrakcja w Bajkowym Lesie
- 11: Automat do nakrywania stołu
- 12. Zamarznięte drzwi
- 13. Lis ratownik
- 14. Balon pocztowy
- 15. Niespodzianka Pana Lisa
- 16. Prezent dla Pani Sroki
- 17. Remont lisiej nory

## Wersja polska
Serial został wydany na DVD. Dystrybucja: Demel